# Papa Dionísio
São Dionísio redireciona para cá. Para outros santos de mesmo nome, veja São Dionísio (desambiguação).
Papa Dionísio (em grego: Dionýsios; ? — 26 de dezembro de 268) foi o vigésimo quinto Papa, eleito no dia 22 de julho de 259 e permanecendo até sua morte, em 26 de dezembro de 268.
Ele provavelmente nasceu na Magna Grécia. Dionísio foi eleito papa em 259, um ano após o martírio do Papa Sisto II, em 258. A Santa Igreja teve dificuldades em eleger um sucessor para Sisto por causa das violentas perseguições que os cristãos sofriam. Quando as perseguições diminuíram, Dionísio foi eleito bispo de Roma. O imperador Valeriano foi capturado e morto por Sapor I, soberano do Império Sassânida, enquanto tentava negociar um acordo de paz, em 260. O novo imperador, Galiano, emitiu um édito de tolerância, trazendo ao fim a perseguição aos cristãos e dando um status legal à Igreja.  Para Dionísio, coube a tarefa de reorganizar a Igreja Romana, que havia caído em grande desordem. Sobre o protesto de alguns fiéis, em Alexandria, ele exigiu do bispo de Alexandria, também chamado Dionísio, explicações sobre a sua doutrina sobre a relação de Deus com o Logos.
Dionísio enviou grandes somas de dinheiro para as igrejas da região da Capadócia, que haviam sido devastadas, para reconstruir e resgatar os que estavam presos. Ele trouxe ordem à Igreja e procurou por paz, junto ao Imperador Galiano, que emitiu um édito de tolerância, que durou até 303.
Dionísio é o primeiro papa que não é listado como um mártir. Faleceu em 26 de dezembro de 268 de morte natural. Está sepultado na Catacumba de São Calisto.